# 人口登録法
人口登録法（じんこうとうろくほう、英語: Population Registration Act）は、かつて施行されていた南アフリカ連邦の法律。同国の住民を人種による分類に基づく登録を義務付ける法であり、アパルトヘイトのシステムの一部である。

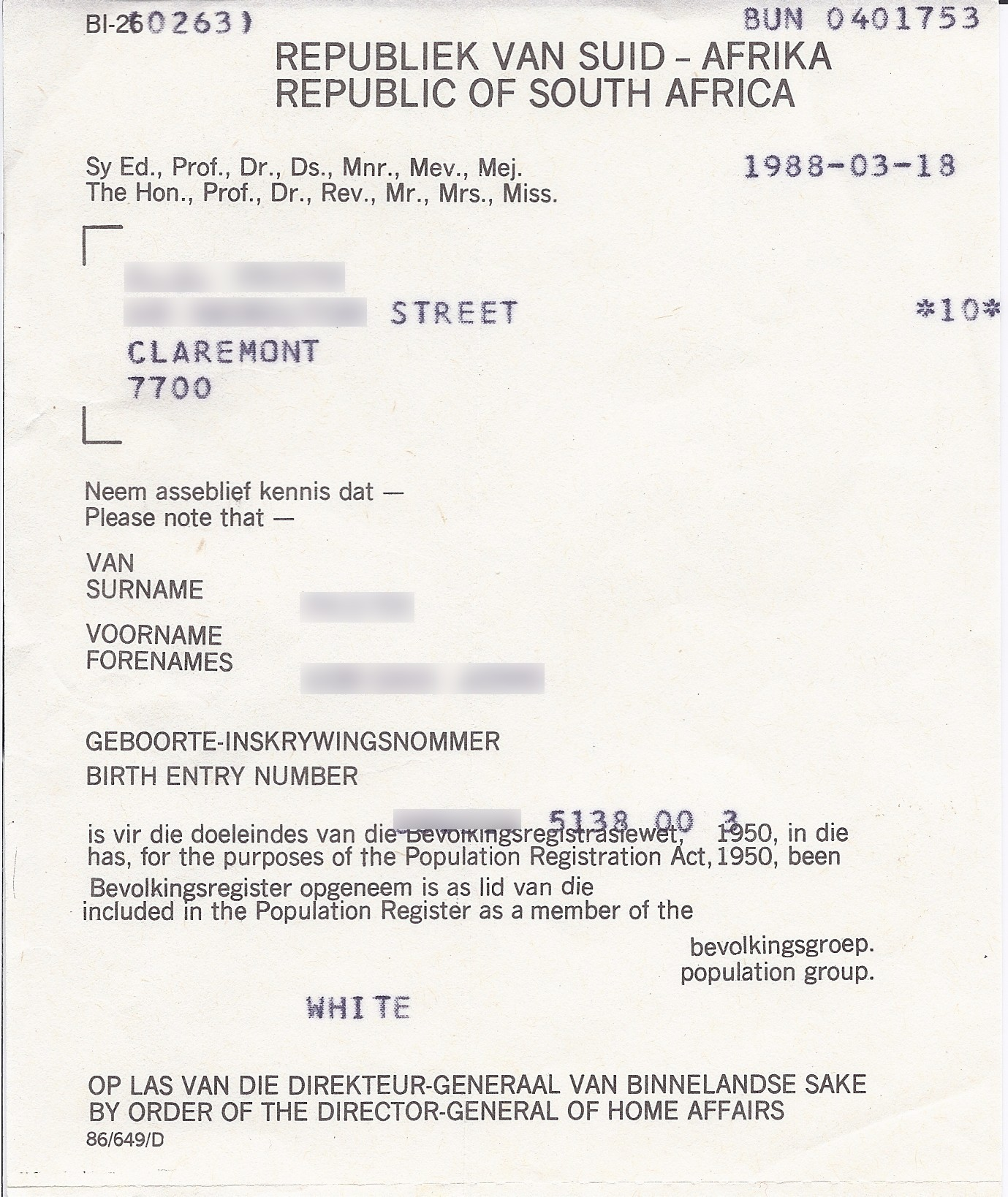
人口登録法に基づいて発行された人種分類証明書

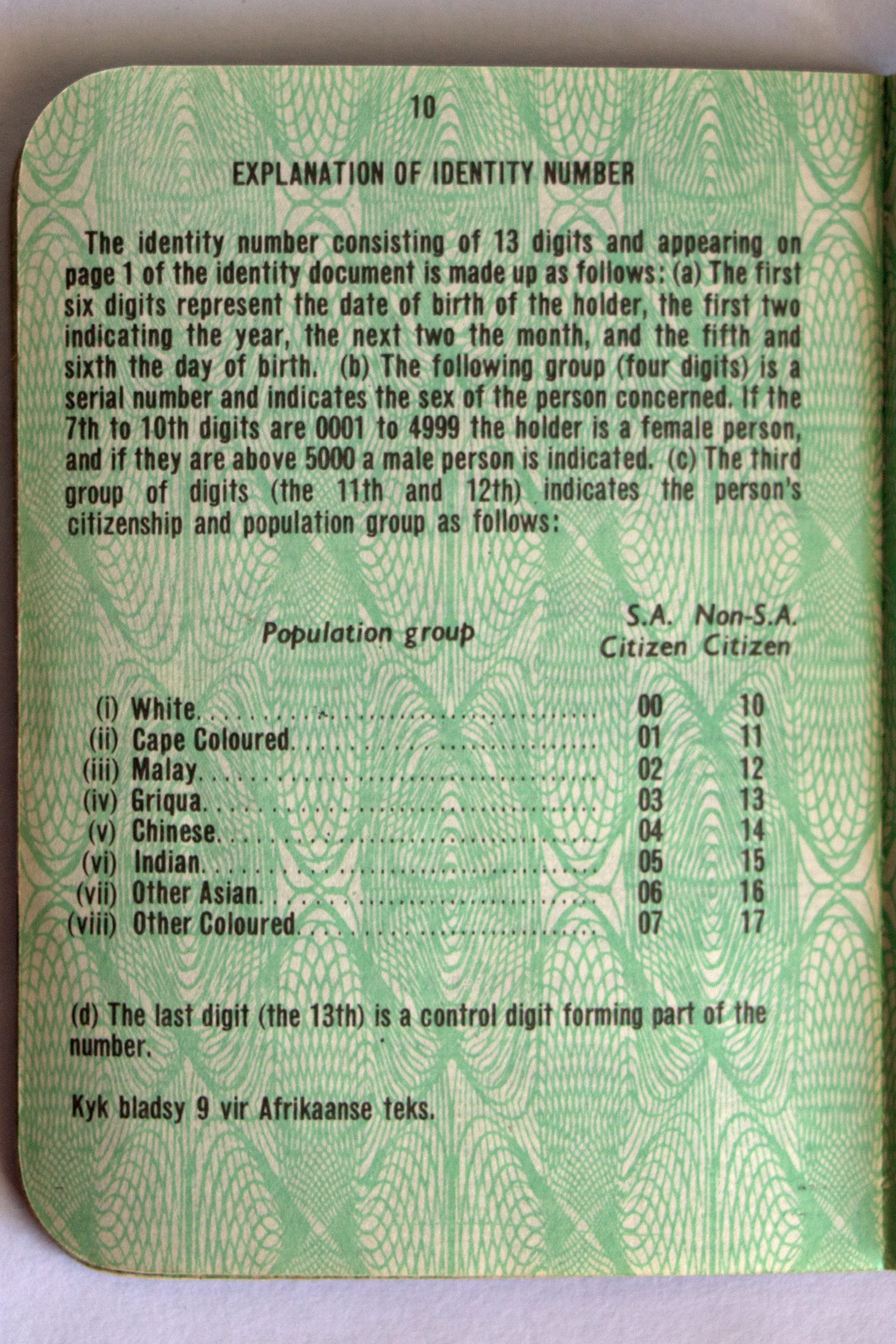
13桁の国民番号のうち、人種の分類を示す2桁についての説明

居住権、選挙権、教育、経済など、生活にかかわるものは全て人種分類により決められた。人口登録法では住民を3通りに分けた：黒人、白人、そしてカラード（混血）である。後に「歴史的に国への権利がない」として印僑（インド系移民）も追加された。
同法での分類の補佐として、人種分類局（英: Office for Race Classification）が設立された。分類の準則は見た目、経済地位などで決められ、実際の人種と必ずしも等しいとは限らない。例えば、同法は白人の定義を「見た目が明らかに白人であり、一般的には有色人種とみなされない人；または、一般的には白人とみなされ、見た目が明らかに白人でない人」としている。これは経済地位で人種分類を決めるための抜け穴である。分類の変更も多く、そのための委員会も設立された。例えば、カラードと白人の区別の準則には下記がある：
- 髪の毛の特徴
- 髪以外の体毛の特徴
- 肌の色
- 顔の特徴
- 話し言葉、特にアフリカーンス語についての知識
- 居住地と友人の分類
- 職業
- 経済状況
- 飲食の習慣

1949年に成立した雑婚禁止法（白人と非白人による婚姻の禁止）、1950年に成立した背徳法（白人と非白人の性行為の禁止）とともにアパルトヘイト体制を支える法のひとつとなった。
後の法改正でカラードと印僑がさらに細かく分けられ、ケープマレー、ケープカラード、グリクワ族、華僑、印僑、他のアジア人、他のカラード、といった分類が追加された。
1991年6月17日、南アフリカ共和国議会が人口登録法廃止法を賛成多数で可決し、人口登録法が廃止された。しかし、人種分類は南アフリカ共和国の文化に根深く残り、過去の差別を正すための施策や統計を影響している。